# چلوپچنه
چلوپچنه (به بلغاری: Chelopechene) یک منطقهٔ مسکونی در بلغارستان است که در شهرستان کاوارنا واقع شده‌است.